# Rudolf III. Saský
Rudolf III. Saský (1373, Wittenberg – 11. června 1419, Čechy) byl vévoda sasko-wittenberský a kurfiřt Svaté říše římské. Pocházel z rodu Askánců. Vládl v letech 1388 až 1419.

## Život
Jako nejstarší syn Václava I. Saského převzal po otcově smrti v roce 1388 vladařské povinnosti Sasko-wittenberského vévodství. Mnoho let byl ve sporu s arcibiskupem magdeburským. Roku 1419 byl Rudolf císařem vyslán do Čech, aby tam ukončil povstání husitů, které začalo pražskou defenestrací. Zemřel již na cestě do Čech, pravděpodobně poté, co mu byl podán jed. Byl pohřben ve františkánském klášteře ve Wittenbergu, během vykopávek v roce 1883 byly nalezené kosterní pozůstatky příslušníků askánské dynastie přesunuty do místního zámeckého kostela.

## Rodina
Rudolf se v roce 1387 nebo 1389 oženil s Annou Míšeňskou, dcerou markraběte a zemského pána Baltazara Míšeňského a Durynského. Podruhé se oženil 6. března 1396 s Barborou, dcerou vévody Ruprechta I. Lehnického.
Z těchto manželství se narodily tyto děti:
- Scholastika (1393–1463)
- Rudolf († 1406),
- Václav († 1407),
- Zikmund († 1407),
- Barbora (1405–1465)